# Chapelle de Marcús
La chapelle de Marcús (en catalan, Capella d'en Marcús) est une des plus anciennes de Barcelone, dont la fondation avec celle d'un hôpital et un cimetière est due au riche banquier Bernat Marcús.
De style roman, elle est située à l'angle des rues Carders et Montcada, et présente encore aujourd'hui une partie de sa structure originale du XIIe siècle.
Bien que cette chapelle soit connue sous le nom de Chapelle de Marcús, en claire allusion à son fondateur, elle a en fait été toujours consacrée à la Vierge Marie.

## Liens
- Ressource relative à l'architecture :   - Inventaire du patrimoine architectural de Catalogne

- Guide thématique Bibliothèque ETSAB: Chapelle de Marcús

## Source de traduction
- (es) Cet article est partiellement ou en totalité issu de l’article de Wikipédia en espagnol intitulé « Capilla de Marcús » (voir la liste des auteurs).